# Me'ir Kohen-Avidov
Me'ir Kohen-Avidov (hebrejsky: מאיר כהן-אבידב, narozen 18. února 1926 – 4. března 2015) byl izraelský politik, poslanec Knesetu za stranu Likud.

## Biografie
Narodil se v Haifě, kde absolvoval střední školu. V roce 1943 se přidal k židovským jednotkám Irgun. Byl vězněn britskými úřady v letech 1946–1948.

## Politická dráha
V roce 1945 začal pracovat pro městskou samosprávu v Haifě, v letech 1961–1966 zde byl finančním auditorem a v letech 1969–1973 členem městské rady. V letech 1977–1981 zastával post předsedy frakce Likudu v rámci odborové centrály Histadrut. Byl rovněž předsedou Likudu v Haifě a členem ústředního výboru a celostátního vedení hnutí Cherut.
V izraelském parlamentu zasedl poprvé po volbách v roce 1973, do nichž šel za stranu Likud. Byl členem výboru pro ústavu, právo a spravedlnost, výboru House Committee a výboru práce. Mandát poslance obhájil za Likud ve volbách v roce 1977, po nichž se stal členem výboru práce a sociálních věcí a finančního výboru. Opětovně byl na kandidátce Likudu zvolen ve volbách v roce 1981. Usedl na post místopředsedy Knesetu a člena výboru finančního, výboru pro zahraniční záležitosti a obranu a výboru státní kontroly. Uspěl i ve volbách v roce 1984. Zůstal i po nich místopředsedou Knesetu. Zastával funkci člena výboru pro ústavu, právo a spravedlnost. Ve volbách v roce 1988 mandát poslance neobhájil.